# Too Good to Be True
Too Good to Be True es una película hecha para la televisión, dirigida por Christian I. Nyby, II y protagonizada por Loni Anderson, Patrick Duffy, Daniel Baldwin, Glynnis O'Connor, Larry Drake, Neil Patrick Harris, James Sikking y Julie Harris.
Se trata de un remake de la película que el director Timothy Bradshaw realizó en 1945 y que se basó en la novela Leave Her to Heaven, de Ben Ames Williams. Fue estrenada el 14 de noviembre de 1988.